# Leghemoglobina
La leghemoglobina es una hemoproteína presente en los nódulos radiculares fijadores de nitrógeno de las leguminosas. Las enzimas de este proceso de fijación son muy sensibles a la presencia de O2, por lo que la función de éste compuesto sería captarlo para evitar que produzca daños. Deja, sin embargo, O2 libre suficiente para que tenga lugar la respiración celular.
Es producida por estas plantas en respuesta a que las raíces son colonizadas por bacterias fijadoras de nitrógeno, denominadas rizobios, como parte de la interacción simbiótica entre la planta y la bacteria: las raíces no colonizadas por el rizobio no sintetizan leghemoglobina. La leghemoglobina tiene similitudes químicas y estructurales con la hemoglobina, y, como la hemoglobina, es de color rojo.
Originalmente se pensó que el grupo prostético hemo para la leghemoglobina de la planta era proporcionado por el simbionte bacteriano dentro de los nódulos de la raíz simbiótica. Sin embargo, trabajos posteriores muestran que el huésped de la planta expresa fuertemente los genes de biosíntesis del grupo hemo dentro de los nódulos, y que la activación de esos genes se correlaciona con la expresión del gen de la leghemoglobina en los nódulos en desarrollo.
En las plantas colonizadas por el Rhizobium, como la alfalfa o la soja, la presencia de oxígeno en los nódulos de la raíz reduciría la actividad de la nitrogenasa sensible al oxígeno, que es una enzima responsable de la fijación del nitrógeno atmosférico. Se ha demostrado que la leghemoglobina amortigua la concentración de oxígeno libre en el citoplasma de las células vegetales infectadas para garantizar el funcionamiento adecuado de los nódulos de las raíces. Dicho esto, la fijación de nitrógeno es un proceso extremadamente costoso desde el punto de vista energético, por lo que la respiración aeróbica, que requiere una alta concentración de oxígeno, es necesaria en las células del nódulo radicular. La leghemoglobina mantiene una concentración de oxígeno libre lo suficientemente baja como para permitir que la nitrogenasa funcione, pero una concentración de oxígeno total lo suficientemente alta (libre y ligada a la leghemoglobina) para la respiración aeróbica.
Otras plantas, como la Casuarina spp., que son plantas actinorrícicas, producen una hemoglobina en sus nódulos radiculares simbióticos.

## Estructura
Las leghemoglobinas son proteínas monoméricas con una masa de alrededor de 16 kDa, y son estructuralmente similares a la mioglobina.  Una proteína de leghemoglobina consiste en un grupo hemo unido a un hierro, y una cadena polipeptídica (la globina). Similar a la mioglobina y la hemoglobina, el hierro del hemo se encuentra en su estado ferroso in vivo, y es la fracción que une el oxígeno. A pesar de las similitudes en el mecanismo de unión de oxígeno entre la leghemoglobina y la hemoglobina animal, y el hecho de que la leghemoglobina y la hemoglobina animal evolucionaron a partir de un ancestro común, hay una diferencia en la secuencia de aminoácidos entre estas proteínas en alrededor del 80% de las posiciones. 

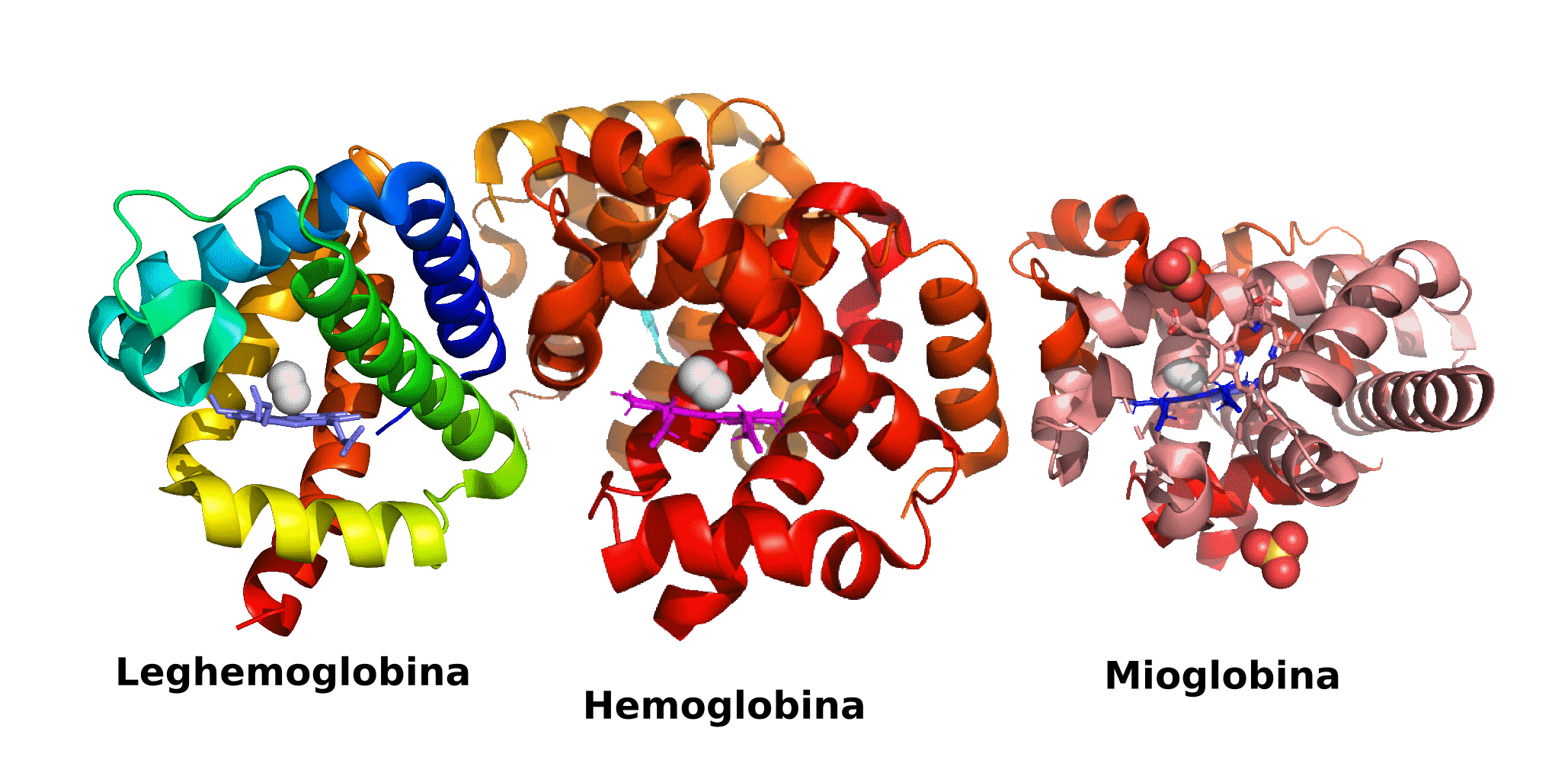
Dibujo de tres moléculas de globina oxigenada. Los oxígenos (mostrados en gris) se unen de manera similar al hemo en cada uno.

Las afinidades de las leghemoglobinas con el oxígeno son entre 11 y 24 veces más altas que las afinidades de la mioglobina de los cachalotes. Las diferencias en las afinidades se deben a las tasas de asociación entre los dos tipos de proteínas. Una explicación de este fenómeno es que en la mioglobina, una molécula de agua ligada se estabiliza en un hueco que rodea al grupo hemo. Este grupo de agua debe ser desplazado para que el oxígeno se una. No hay tal agua unida en el hueco análogo de la leghemoglobina, por lo que es más fácil para una molécula de oxígeno unirse al hemo de la leghemoglobina. La leghemoglobina tiene una lenta tasa de disociación de oxígeno, similar a la mioglobina. La leghemoglobina tiene una alta afinidad por el monóxido de carbono.
Los grupos hemo son los mismos en todas las leghemoglobinas conocidas, pero la secuencia de aminoácidos de la globina difiere ligeramente dependiendo de la cepa bacteriana y la especie de la legumbre. Incluso dentro de una planta leguminosa, pueden existir múltiples isoformas de leghemoglobinas. Estas a menudo difieren en la afinidad del oxígeno, y ayudan a satisfacer las necesidades de una célula en un ambiente particular dentro del nódulo.

## Debate sobre la función principal
Los resultados de un estudio de 1995 sugirieron que la baja concentración de oxígeno libre en las células de los nódulos radiculares se debe en realidad a la baja permeabilidad al oxígeno de las células de los nódulos radiculares. De ello se desprende que el principal propósito de la leghemoglobina es recoger el limitado oxígeno libre de la célula y llevarlo a las mitocondrias para su respiración. Sin embargo, los científicos de un artículo posterior de 2005 sugieren que la leghemoglobina es responsable tanto de amortiguar la concentración de oxígeno, como de entregar el oxígeno a las mitocondrias. Sus estudios de knockout de leghemoglobina mostraron que la leghemoglobina en realidad disminuye significativamente la concentración de oxígeno libre en las células de los nódulos radiculares, y que la expresión de la nitrogenasa fue eliminada en los mutantes de knockout de leghemoglobina, supuestamente debido a la degradación de la nitrogenasa con una alta concentración de oxígeno libre. Su estudio también mostró una proporción ATP/ADP más alta en las células de nódulos radiculares de tipo silvestre con leghemoglobina activa, lo que sugiere que la leghemoglobina también ayuda a la entrega de oxígeno para la respiración.
Las teorías actuales defienden que la leghemoglobina actúa como protector de la enzima nitrogenasa que poseen las bacterias fijadoras del nitrógeno, lo que se traduce en una buena alternativa para no inutilizar esta enzima por la oxidación de su estructura.

## Uso comercial
La empresa Impossible Foods pidió a la FDA americana su aprobación para usar la leghemoglobina de soja en los alimentos como un análogo de la hemoglobina derivada de la carne. La aprobación de la FDA llegó en julio de 2019. Actualmente se está usando en sus productos para imitar el color, sabor y textura de la carne.